# FOR YOUNG ELECTRIC POP
『FOR YOUNG ELECTRIC POP』（フォー・ヤング・エレクトリック・ポップ）は、日本のロックバンド、POLYSICSのアルバム。2002年7月24日、キューンレコードよりリリース。

## 概要
メジャー3rdアルバム。全体的にポップな曲が多く、かつ楽曲の構成やスタイルが練られた作品である。しかし、それとは裏腹に売り上げは伸び悩む一方で、この時期のライブやスタイルについてバンドの意見があまり伝わらなかったと後にハヤシが語っている。
本作の発売前にはシングルが1枚も発売されておらず、既出曲は前作ミニアルバム『LO-BITS』に収録された"Code4"のみである。初回限定カラーケース仕様。
オリコンチャートではリリースした時点はランキング外であった。

## 収録曲
作詞・作曲：Hiroyuki Hayashi(#1〜2,#5〜7,#10〜11,#13) 編曲：POLYSICS（それ以外は記述する）
1. FOR YOUNG ELECTRIC POP (2:52)
2. COLON (4:43)
3. IT'S UP TO YOU (2:08) (作詞：Kayo 作曲：Hiroyuki Hayashi）
お笑いコンビチュートリアルの出囃子の曲である。
4. WICKED LAUGH (3:25) (作詞：Hiroyuki Hayashi, Fumi 作曲：Hiroyuki Hayashi）
5. BLACK OUT FALL OUT (3:55)
本アルバムのリードトラック。しかし、これを決めたのはスタッフで、バンドがその説得に折れるという形で決まった。これにより、「にわかテクノポップ」というレッテルを貼られ、とても怒りを隠せなかったと後にハヤシが語っている[1]。
後に発売されたベストアルバム『POLYSICS OR DIE!!!!』では、バンドサウンドを前面に押し出したアレンジで再レコーディングされた。
6. LET'S GO (3:49)
7. MAD MAC (3:02)
8. TV'S HIGH (3:07) (作詞：Hiroyuki Hayashi, Fumi 作曲：Hiroyuki Hayashi）
9. SECRET CANDY (3:05)（作詞：Kayo, Fumi 作曲：Hiroyuki Hayashi）
10. WEEKENDERS (3:21)
11. GET BACK TO 8-BIT (2:59)
12. MY SHARONA (3:20) (作曲：D.FIEGER-B.AVERRE)
The Knackの同名曲をカバー。
テレビ朝日系バラエティ番組『アメトーーク!』では、エンディングに原曲の「MY SHARONA」が、番組前のスポット等ではこのカバー版が流れている。
13. CODE4 (4:39)
ミニアルバム『LO-BITS』収録曲。表記はないがアルバムバージョンであり、イントロ、アウトロが長くなり、アコースティック・ギターの音が追加されている。